# برور ميلبيرغ
برور ميلبيرغ (بالسويدية: Bror Mellberg)‏ (مواليد 9 ديسمبر 1923) هو لاعب كرة قدم. يلعب مع منتخب السويد لكرة القدم. سبق له أن لعب في كأس العالم لكرة القدم مع منتخب بلاده.

## روابط خارجية
- برور ميلبيرغ على موقع قاعدة بيانات كرة القدم.إي يو (الإنجليزية)
- برور ميلبيرغ على موقع ناشيونال فوتبول تيمز (الإنجليزية)
- برور ميلبيرغ على موقع Soccerway.com (الإنجليزية)
- برور ميلبيرغ على موقع عالم كرة القدم.نت (الإنجليزية)